# Anaphes exiguus
Anaphes exiguus är en stekelart som först beskrevs av Soyka 1949.  Anaphes exiguus ingår i släktet Anaphes och familjen dvärgsteklar. Inga underarter finns listade i Catalogue of Life.